# Love Under the Sun
Pour plus de détails, voir Fiche technique et Distribution.
Love Under the Sun (愛在陽光下, Ai zai yang guang xia) est un court métrage musical hongkongais réalisé par Andy Lau et sorti en 2003 à Hong Kong.
Le film a pour but de sensibiliser le public au sida et d'aider à combattre les idées reçues sur cette maladie. Sa distribution comprend de très nombreux acteurs du cinéma hongkongais, ainsi que des chanteurs de cantopop. La musique est principalement arrangée à partir d'œuvres classiques telles que La Lettre à Élise et Carmen avec des paroles ajoutées ou modifiées.

## Synopsis
Durant un bal de soirée, une rumeur se répand parmi les invités selon laquelle l'un d'entre eux aurait contracté le sida.

## Fiche technique
- Titre original : 愛在陽光下
- Titre international : Love Under the Sun
- Réalisation : Andy Lau
- Scénario : Chan Hing-ka
- Musique : Peter Kam
- Production : Johnnie To
- Société de production : Milkyway Image
- Pays d'origine :  Hong Kong
- Langue originale : cantonais et mandarin
- Format : couleur
- Genre : musical
- Durée : 13 minutes
- Dates de sortie :
  -  Hong Kong : 27 novembre 2003

## Distribution
- Andy Lau
- Aaron Kwok
- Lau Ching-wan
- Louis Koo
- Sammi Cheng
- Kelly Chen
- George Lam
- Sally Yeh
- Nicholas Tse
- Cecilia Cheung
- Anthony Wong
- Karen Mok
- Shawn Yue
- Gigi Leung
- Denise Ho
- Hacken Lee (en)
- Jordan Chan
- Charlene Choi des Twins
- Gillian Chung des Twins
- Theresa Fu (en) des Cookies (en)
- Stephy Tang des Cookies
- Miki Yeung (en) des Cookies
- Kary Ng (en) des Cookies
- Yumiko Cheng (en)
- Wong You-nam (en) des Shine (en)
- Chui Tien-you des Shine
- Hui Shiu-hung
- Kenny Kwan (en)
- Lam Suet
- Edmond Leung (en)
- Emme Wong (en)
- Lee Fung
- Lung Tin-sang
- Bonnie Wong